# Empresarios desaparecidos durante el Proceso de Reorganización Nacional
El terrorismo de Estado que asoló a la Argentina entre 1976 y 1983, más allá de los crímenes de persecución ideológica y política que lo caracterizaron, era parte sustancial de un plan para la implementación de un modelo económico neoliberal, modelo que brindaba un sinnúmero de oportunidades para hacer nuevos negocios.
Dentro de ese marco hubo otros desaparecidos, los empresarios, víctimas que poco tenían que ver toda esa violencia organizada, y mucho con simples actos delictivos comunes.
Las desapariciones de estos empresarios se debieron a que eran un obstáculo a saltar para los negocios del Gobierno de facto y sus socios, muchos porque tenían la suficiente ética y moral como para no vincularse a personas que habían violado todo tipo de leyes, y otros porque no respetaban los códigos del hampa.

## Algunos casos
Uno de los casos testigos es el del empresario Federico Gutheim, dueño de la empresa Sadeco. A fines de 1976, el entonces ministro de Economía José Alfredo Martínez de Hoz, se encontraba negociando créditos con el Gobierno de Hong Kong, pero discrepancias entre empresarios de ambas naciones hacían peligrar la operación.
Una de las empresas que trababan el acuerdo era la importadora textil Sadeco, por lo que el 5 de noviembre de 1976 la cúpula militar resolvió secuestrar a Gutheim y a su hijo para «convencerlos» de colaborar y resignar intereses, un proceso que llevó cinco meses.
Rafael Perrotta era dueño de El Cronista Comercial e informante del ERP. El medio gráfico de Perrotta era uno de los tantos medios que pretendía el almirante Emilio Eduardo Massera, miembro de la Junta Militar, para consolidar proyecto político personal, por lo que a fines de 1977 Perrotta fue secuestrado y desaparecido. Una anécdota macabra del hecho, fue el asado que sirvió el jefe de policía Ramón Camps en el centro clandestino de detención COT-I de Libertador al 14 000 el 16 de julio de 1977, para festejar que Rafael Perrotta (hijo) había pagado un rescate de 85 000 dólares estadounidenses para que liberaran a su padre, algo que jamás sucedió.
Otro caso importante es el de los hermanos Rodolfo, Carlos y Alejandro Iaccarino, el Gobierno de Videla, luego de mantenerlos en cautiverio durante casi dos años y obligarlos ―por medio de torturas― a transferir 25 000 hectáreas de tierras en la provincia de Santiago del Estero y un avión familiar a distintos testaferros, los liberó.
El químico industrial Hugo Tarnopolsky, miembro de la Cámara Argentina de la Industria Química, fue secuestrado el 15 de julio de 1976 junto a su esposa, psicopedagoga de profesión. Un día antes había sido secuestrado su hijo, y ―según el testimonio de sobrevivientes―, el nombre de los Tarnopolsky se utilizaba en la ESMA (Escuela Superior de Mecánica de la Armada) para amenazar a otros secuestrados sobre la suerte que correrían sus familias.
Se trata de un proceso complicado porque abundan responsables fantasmas, personas inexistentes y documentación falsa. Así lo dejó entrever el juez Luis Plana Alsinet, al ordenar restituir a familiares de dos empresarios desaparecidos tierras que les fueron robadas en Mendoza por un grupo de tareas de la Armada, en 1977. Al reactivar el caso, el juez puso en difícil situación a dos hijos del exalmirante Eduardo Massera, les anticipó que si se comprobaba que incurrieron en delitos, serían pasibles de un proceso penal y civil. Eduardo y Carlos Massera eran accionistas de una firma ficticia, Misa Chico S.A., creada con los activos robados a Victorio Cerutti y Horacio Palma. Estos dos comerciantes fueron secuestrados en enero de 1977, junto al abogado Conrado Gómez y a Omar Massera Pincolini, yerno de Cerutti. Todos estaban vinculados por negocios de la compañía Cerro Largo S.A., a la que pertenecían.
También es relevante el caso de Eduardo Saiegh, arquitecto y banquero, dueño del Banco Latinoamericano (BLA), secuestrado el 31 de octubre de 1980.

## El caso Branca
El llamado "Caso Branca" es uno de los episodios más resonantes en los que se vio envuelto el jefe de la inteligencia naval Eduardo Invierno, quien se destaca por haber participado personalmente en la desaparición y posterior asesinato del empresario Fernando Arturo Branca ―un empresario mayorista de papel reciclado, representante de la empresa Durbin Inc. (en Miami) a través de Durbin Sudamericana S.A. (en Buenos Aires), y propietario en la zona de Rauch (provincia de Buenos Aires) de tres mil hectáreas destinadas a la explotación agrícola y separado de Martha Rodríguez-McCormack (amante del jefe de la armada Emilio Massera).
Tras una violenta discusión entre Branca y McCormack, la mujer le dijo: "Le voy a avisar a Massera la trampa del negocio que le hiciste resolver, entonces que Dios te ayude." Al día siguiente, Branca fue invitado junto a su pareja de entonces (Cristina Larentis) a navegar en el yate naval. Larentis adujo que no podría concurrir pero Branca aceptó. La cita estaba pactada para las 15 horas del 28 de abril de 1977. Tras salir de sus oficinas de trabajo, Branca regresó al inmueble que compartía con su expareja y le dijo, preocupado, que sentía que lo estaban persiguiendo. De hecho, alguien lo llamó para recordarle que lo esperaban en el Apostadero Naval de San Fernando para pasear en el yate del jefe naval. Sin embargo salió en su vehículo rumbo al norte del conurbano. En ese trayecto se estima que fue interceptado y encañonado por Eduardo Invierno y el teniente de fragata Jorge Carlos Radice.
Llegada la noche se desconocía el paradero de Fernando Branca y un ayudante de Massera llamó a la oficina del empresario preguntando el motivo de su ausencia a la cita pactada con el jefe naval. Lo propio hizo con la pareja de Branca, Cristina Larentis. La mujer se puso en contacto con el círculo íntimo del empresario y los puso al corriente de los sucesos. Ese grupo de amigos de Branca pidió audiencia inmediata con el comandante de la Armada para solicitar su colaboración. Munidos con una vasta documentación fueron recibidos por el almirante que los derivó, garantizando que colaborarían, con dos subordinados suyos quienes resultaron ser Eduardo Invierno y Jorge Radice. Jamás recibieron la documentación que aportaron. Mientras Invierno y su asistente Radice comienzan las "investigaciones" infructuosas, es el propio capitán Invierno quien comienza una telaraña de enajenación de bienes de Fernando Branca en Argentina y Estados Unidos, mediante las oportunas y necesarias firmas del propio Fernando Branca (que ya estaba desaparecido).
Entrevistado por el medio gráfico Noticias, Fernando Branca hijo declaró que, investigando por propia cuenta, cree que su padre estuvo cautivo un tiempo, al menos el necesario para que el entorno de colaboradores de Massera lograse apropiarse de los bienes de su padre. En dicho reportaje, el hijo de Branca sumó otra intriga al caso: en un campo en la localidad bonaerense de Norberto de la Riestra, una amiga de la exesposa de Branca encontró una boleta datada del año 1981 con firma de Fernando Arturo Branca en la que se le prescribía medicaciones. También narró que al momento de su desaparición, su padre era poseedor de un patrimonio cercano a los treinta millones de dólares estadounidenses, tres propiedades en los Estados Unidos, un departamento en Avenida del Libertador, acciones, campos, una flota de autos y dinero en efectivo. Todo ese patrimonio se esfumó junto con el paradero del empresario. Tras acceder a las chequeras emitidas para su padre por bancos en Estados Unidos detectó que a absolutamente a todas les faltaba al menos un cheque y que las cuentas fueron vaciadas en menos de un par de días tras la desaparición del empresario y que tampoco pudieron recuperar el campo que le pertenecía.
Otro episodio turbio circundante a este caso tuvo lugar cuando Marta McComarck, concurridos 24 meses de la desaparición de Branca, amenazó veladamente a su primer exmarido: “A vos no te pasa lo de Branca nomás porque sos el padre de mis hijos”. Sucede que César Blaquier, primer esposo de Marta, trataba de hacerse de la custodia de sus hijos tras el matrimonio de McCormack con Branca. Para eso, contrató a uno de los abogados más prestigiosos del momento, Ismael Bruno Quijano, quien había sido ministro de Justicia del general Alejandro Lanusse. En medio de la querella, Quijano fue secuestrado por un presunto  grupo “terrorista” que lo mantuvo en cautiverio por casi 60 días, tras el pago de un rescate de 250.000 dólares. Tras esto, Quijano desistió en saber nada más con ese caso y ningún abogado en Buenos Aires quiso patrocinar a Blaquier.
Hoy su nombre está grabado en la piedra del Parque de la Memoria mirando al río que seguramente fue su tumba Hacia el fin de la dictadura el Ejército fogoneó su proceso 

Massera intercedió ante el contralmirante contador Andrés Covas, puesto por él en la presidencia del Banco Central, para que autorizara una transferencia internacional por 1.6 millones de dólares estadounidenses, y así comprar los campos de Fernando Branca. Branca tenía vínculos económicos con Massera y quienes relacionan a éste con su desaparición plantean tanto la hipótesis de que su socio Jorge A. Piaggio y Alberto Lowenthal lo defraudaron.